# Takuya Matsuura
Takuya Matsuura (født 21. december 1988) er en japansk fodboldspiller, som spiller for den japanske fodboldklub Yokohama FC.